# ウォーターハウス・フリードリヒセン症候群
ウォーターハウス・フリードリヒセン症候群（Waterhouse–Friderichsen syndrome、略称WFS）は、Waterhouse (1911)とFriderichsen (1918)によって定義された副腎皮質不全の一病型重症のことである。ウォーターハウス・フリデリクセン症候群ともいう。多くが髄膜炎菌により引き起こされる。細菌感染は、片側もしくは両側の副腎の大規模な出血を起こす。髄膜炎菌の菌血症により臓器不全、昏睡、低血圧やショック、播種性血管内凝固症候群（DIC）が進展して紫斑、急速に進展して副腎皮質不全や死にいたる。

## 疫学
様々な細菌が原因として考えられている。
- さまざまな細菌がウォーターハウス・フリードリヒセン症候群の原因となるが急性のものは主に髄膜炎菌である。
- 緑膿菌もウォーターハウス・フリードリヒセン症候群の原因となる[4]。
- 小児のウォーターハウス・フリードリヒセン症候群に近年黄色ブドウ球菌が関与していること指摘されている[5]。
- インフルエンザ菌もウォーターハウス・フリードリヒセン症候群に関与している[6][7]。

## 予防
アメリカ疾病予防管理センターは11歳から18歳までのすべての人、脾臓機能が低下している人（脾摘している人など）や免疫機能の低下している一定の人に対し髄膜炎菌に対する予防接種を推奨している。

## 症状
病気の発症は、発熱、悪寒、嘔吐、頭痛など非特異的なものである。点状出血や低血圧による敗血症性ショックをおこす。低血糖と低ナトリウム血症と高カリウム血症、ACTH刺激試験は、急性副腎不全を示す。C反応性蛋白は上昇するかほぼ正常レベルである。血小板減少とPT、APTTはDICを示唆する。髄膜炎菌は容易に血液や脳脊髄液から培養することができ、時に皮膚病変の塗抹標本で見ることができる。嚥下障害、舌の萎縮、口角の亀裂も特徴である。

## 治療
できるだけ早く適切な抗生物質で治療する必要がある。ベンジルペニシリンはかつて第一選択薬であったクロラムフェニコールの有力な代替薬である。低副腎性のショックを回復させるためにコルチゾールが用いられることがある。

## 歴史
ウォーターハウス・フリードリヒセン症候群は英国の医師ルパート・ウォーターハウス（1873年 - 1958年）とデンマークの小児科医カール・フリードリヒセン（1886年 – 1979年）にちなんで名付けられた
。